# Metaleptyphantes carinatus
Metaleptyphantes carinatus är en spindelart som beskrevs av George Hazelwood Locket 1968. Metaleptyphantes carinatus ingår i släktet Metaleptyphantes och familjen täckvävarspindlar.
Artens utbredningsområde är Angola. Inga underarter finns listade i Catalogue of Life.